# Federal
Federal - debiutancki album amerykańskiego rapera E-40. Został wydany 10 listopada 1993 roku nakładem Sick Wid It Records. Uplasował się na 80. miejscu Top R&B/Hip-Hop Albums.

## Lista utworów
1. "Drought Season" (feat. Kaveo)
2. "Rat Heads"
3. "Federal"
4. "Outsmart the Po Po's" (feat. B-Legit)
5. "Hide 'n' Seek"
6. "Carlos Rossi"
7. "Tanji II"
8. "Let Him Have It" (feat. Little Bruce)
9. "Questions" (feat. Lil E)
10. "Extra Manish" (feat. Mugzi)
11. "Get Em Up"
12. "Nuttin Ass Nigga"
13. "Rasta Funky Style"
14. "Shouts Out"